# Segue 1
Segue 1 è una piccola galassia satellite della nostra Via Lattea; possiede poche stelle visibili, ma ha una grande densità di materia oscura, così la sua gravità è circa 1000 volte maggiore di quanto si potrebbe dedurre solo dalla sua luminosità. Segue 1 è l'esempio più estremo di galassia di materia oscura conosciuta.
Segue 1 è una delle tante galassie quasi invisibili scoperte dallo Sloan Digital Sky Survey; queste galassie possiedono un tasso di materia oscura maggiore della materia visibile di 100 o 1000:1, rendendole così difficili da scorgere. Per contro, la Via Lattea ha un tasso di materia oscura di 10:1.